# Silvagenitus
Silvagenitus (łac. pochodzące od lasu) – chmura powstała nad obszarem leśnym w wyniku zwiększonego parowania i ewapotranspiracji koron drzew.
Szczególna nazwa chmury dodawana jest po określeniu jej rodzaju, gatunku i odmiany, np. Stratus fractus silvagenitus